# عبد الرؤوف زموشي
عبد الرؤوف زموشي (9 فبراير 1987 ببوفاريك في الجزائر - ) هو مدرب كرة قدم ولاعب كرة قدم جزائري في مركز الدفاع. شارك مع منتخب الجزائر تحت 20 سنة لكرة القدم. أما مع النوادي، فقد لعب مع اتحاد البليدة ومولودية وهران.

## روابط خارجية
- عبد الرؤوف زموشي على موقع قاعدة بيانات كرة القدم.إي يو (الإنجليزية)
- عبد الرؤوف زموشي على موقع Soccerway.com (الإنجليزية)